# Marignac-en-Diois

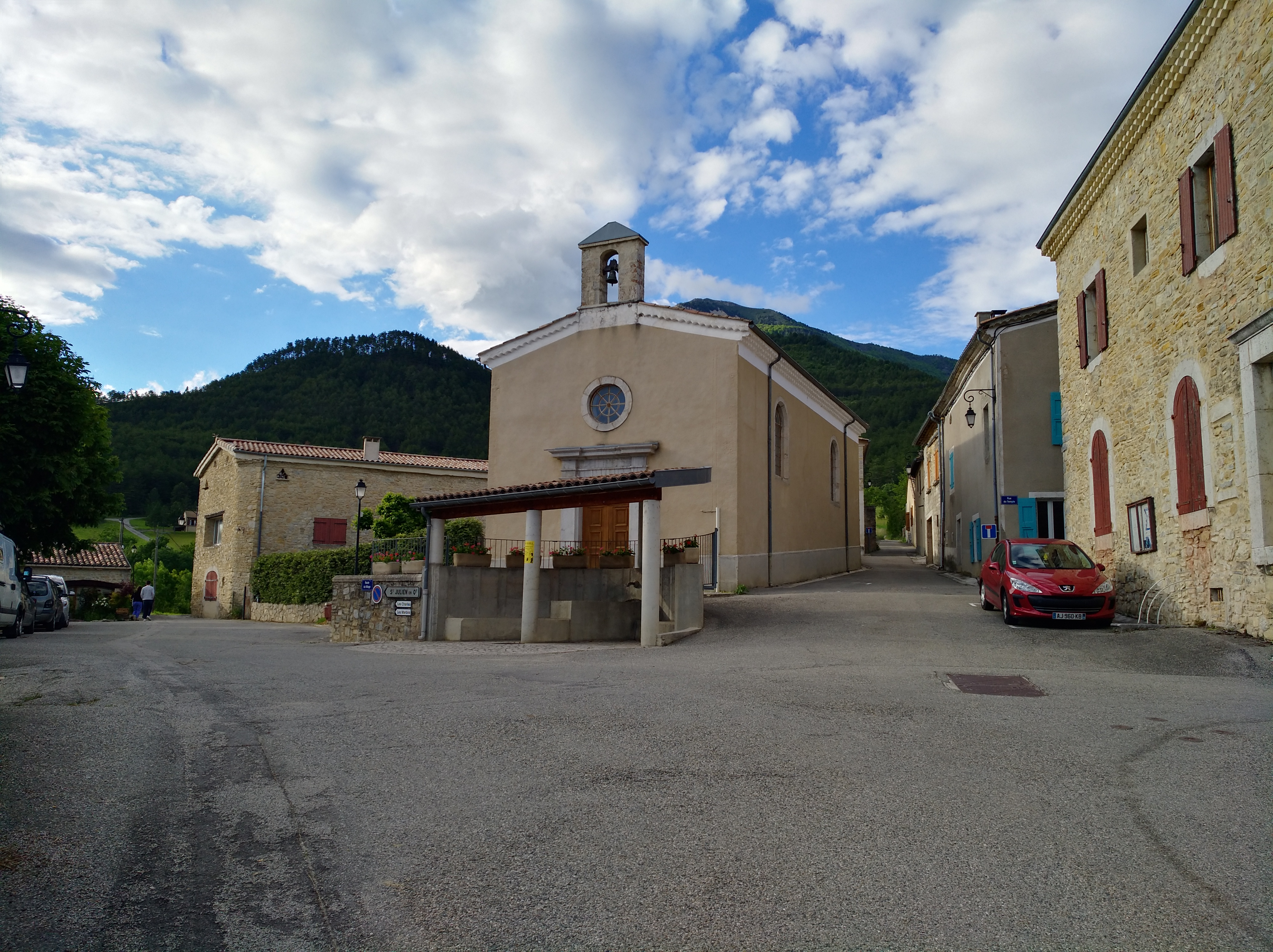
Marignac-en-Diois (2021)

Marignac-en-Diois ist eine Gemeinde im französischen Département Drôme in der Region Auvergne-Rhône-Alpes. Sie gehört zum Arrondissement Die und zum Kanton Le Diois. Sie grenzt im Nordwesten an Saint-Julien-en-Quint, im Nordosten an Vassieux-en-Vercors, im Osten an Chamaloc, im Südosten an Die, im Südwesten an Ponet-et-Saint-Auban und im Westen an Saint-Andéol.

## Bevölkerungsentwicklung
| Jahr                       | 1962 | 1968 | 1975 | 1982 | 1990 | 1999 | 2008 | 2015 |
| -------------------------- | ---- | ---- | ---- | ---- | ---- | ---- | ---- | ---- |
| Einwohner                  | 84   | 74   | 71   | 78   | 95   | 135  | 154  | 204  |
| Quellen: Cassini und INSEE |      |      |      |      |      |      |      |      |